# Debates en Putney

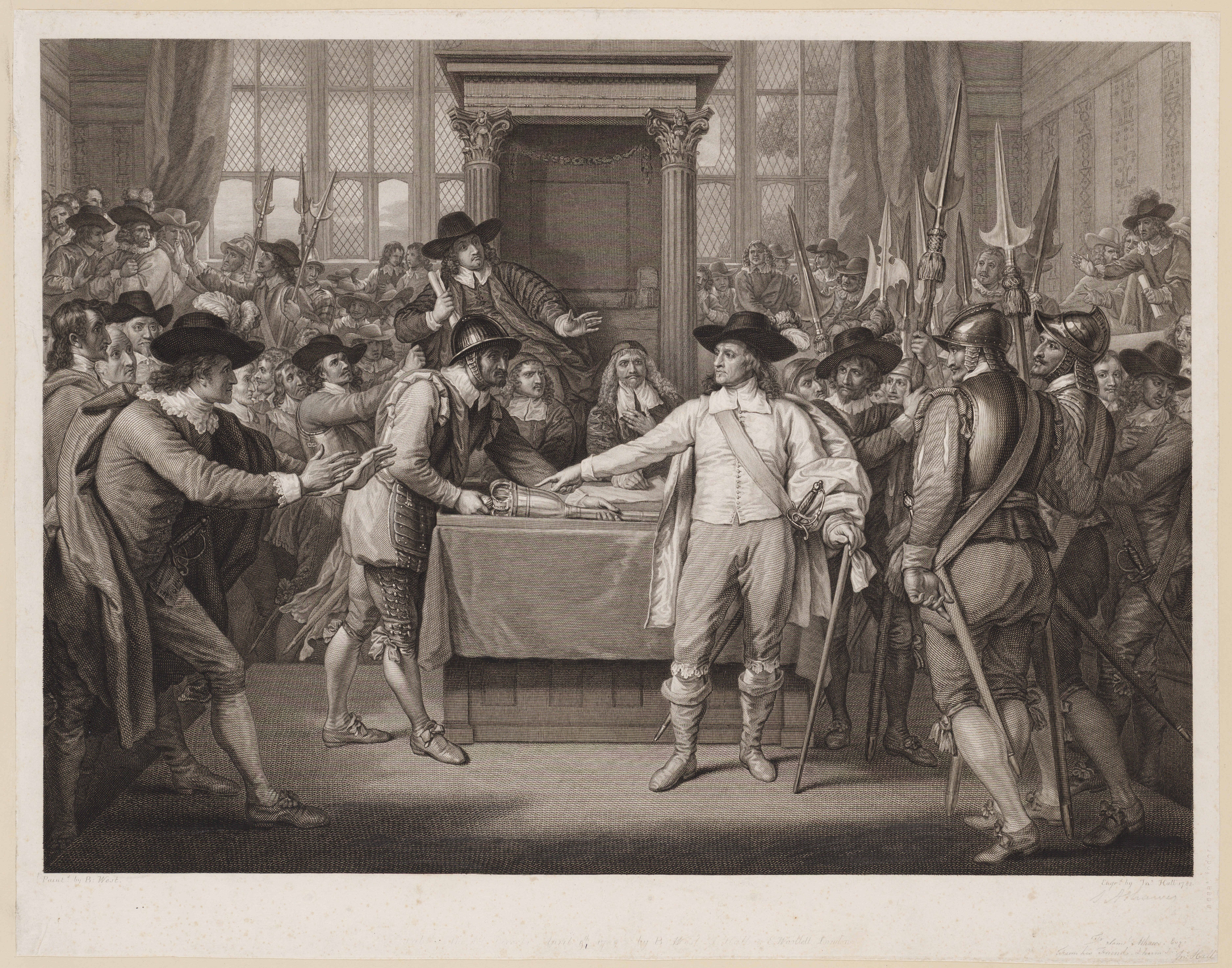

Los Debates de Putney, fueron una serie de discusiones sobre el acuerdo político que debería seguir a la victoria del Parlamento sobre Carlos I en la primera guerra civil inglesa que tuvieron lugar  en el pueblo de putney en las afueras de la ciudad de Westminster, en el suroeste de Londres entre 28 de octubre al 8 de noviembre de 1647 .
Los principales participantes fueron los oficiales superiores del Nuevo Ejército Modelo que estaban a favor de retener a Carlos dentro del marco de una monarquía constitucional, contra los  radicales como los niveladores, cavadores y ranters que buscaban cambios más radicales, incluidos "un hombre, un voto", así como la libertad de conciencia, particularmente en religión.

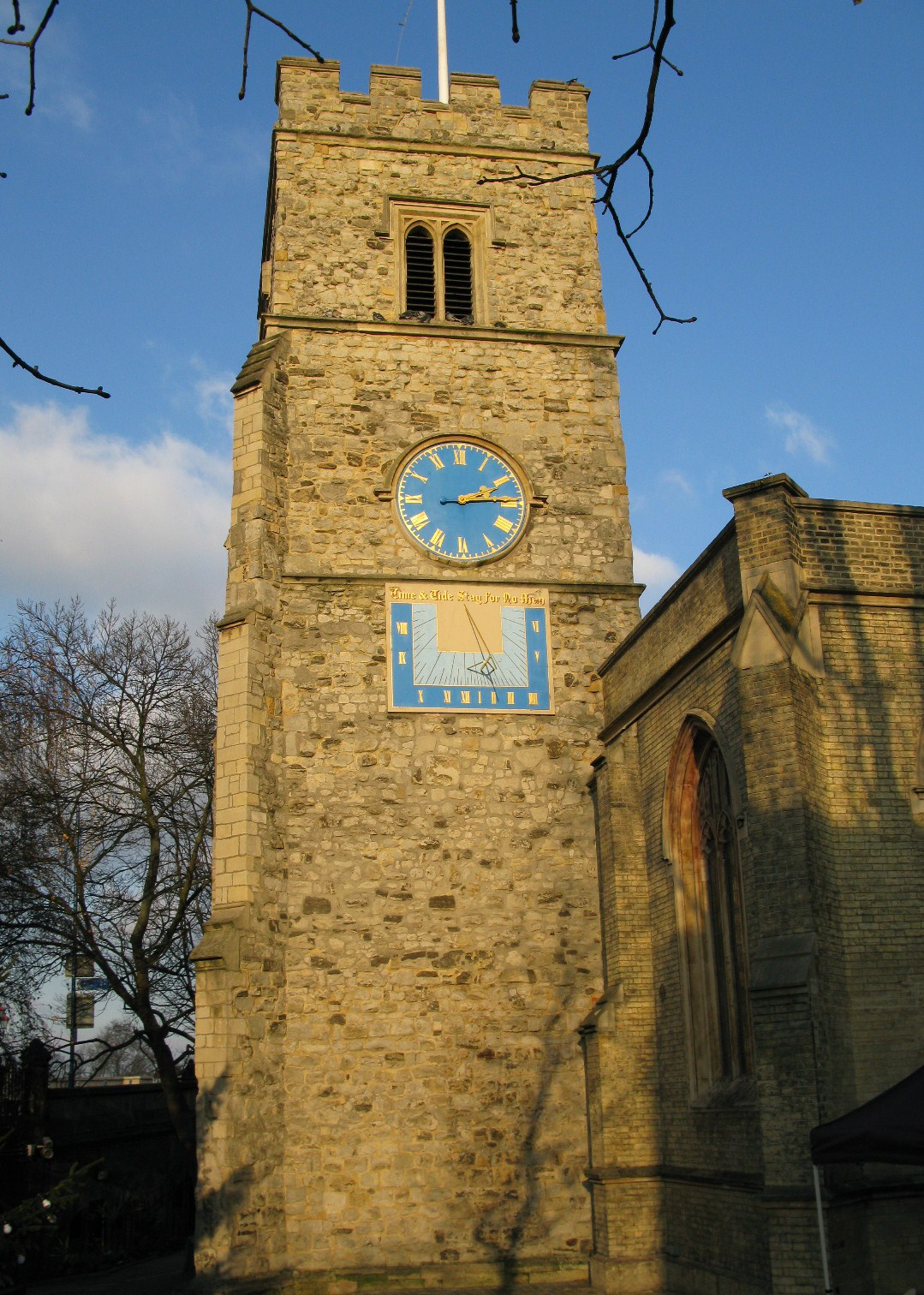
Iglesia de Santa María, Putney, lugar de los debates de Putney

Frente a lo que consideraban un radicalismo peligroso y un poder creciente del Nuevo Ejército Modelo, en marzo de 1647 los presbiterianos moderados, liderados por Oliver Cromwell  que dominaban el Parlamento largo ordenaron que este se disolviera, demanda que fue rechazada. En junio, el ejército saca a Carlos de la custodia del Parlamento y en agosto estableció su cuartel general en  la iglesia de Santa María,Putney,  Sus altos funcionarios o " Grandes " esperaban que los debates pusieran fin a las divisiones políticas con los agitadores que representaban a las bases y les permitieran alcanzar un consenso sobre una solución pacífica. Colectivamente, los dos bandos se agruparon en el Consejo del Ejército .
Los debates comenzaron el 28 de octubre de 1647 continuando hasta el 8 de noviembre, cuando oficiales superiores, incluidos Thomas Fairfax, Oliver Cromwell y Henry Ireton, se preocuparon por el posible impacto en la disciplina militar y los cerraron. El punto más polémico fue el del derecho al voto : los Grandes querían restringirlo a los propietarios, pero esto fue cuestionado por el portavoz de los niveladores, el coronel Thomas Rainsborough, quien resumió su posición y la de los niveladores diciendo:
"... porque realmente creo que el hombre más pobre que hay en Inglaterra tiene una vida que vivir como el hombre más grande; y por lo tanto, verdaderamente, señor, creo que está claro que todo hombre que va a vivir bajo un gobierno debe primero su propio consentimiento para someterse a ese gobierno; y creo que el hombre más pobre de Inglaterra no está en absoluto vinculado en sentido estricto a ese gobierno si no ha tenido voz a la que someterse". (Libro de registro de Putney Debates 1647, Worcester College, Oxford, MS 65. Ortografía y uso de mayúsculas como en el manuscrito original).

## Antecedentes
A principios de ese verano, Sir Thomas Fairfax, comandante en jefe del ejército, Oliver Cromwell (entonces miembro del Parlamento por Cambridge y segundo al mando), Henry Ireton (yerno de Cromwell) y otros oficiales, conocidos como los "grandes", intentaron negociar un acuerdo inclusivo con Carlos I de Inglaterra después de la primera guerra civil inglesa. Denominados jefes de Propuestas, estos incluían disposiciones para la justicia social, pero la monarquía y la Cámara de los Lores habrían retenido un poder de veto sobre la Cámara de los Comunes . También estipuló que el rey sería restituido antes de que las cuestiones de la indemnización de los soldados por actos cometidos durante la guerra y sus atrasos de pago estuvieran consagrados en la ley. Esta clara posición de compromiso era contraria a la Declaración del Nuevo Ejército Modelo del 14 de junio y, en consecuencia, los jefes perdieron el apoyo de quienes buscaban reformas sociales (en ese momento generalmente llamados niveladores y radicales).
En algún momento antes de octubre de 1647, cinco de los regimientos de caballería más radicales eligieron nuevos agitadores – conocidos como los Nuevos Agentes – para representar sus puntos de vista. Los Nuevos Agentes emitieron un manifiesto político: El caso del Ejército verdaderamente declarado .  Las ideas fundamentales del Caso del Ejército llegaron a plasmarse en un proyecto constitucional escrito : el Acuerdo del Pueblo . 
Los Debates de Putney surgieron a raíz de la publicación del Caso del Ejército . Según el autor de un libro llamado Un llamado a todos los soldados del Ejército (una obra generalmente atribuida a John Wildman ), Ireton estaba tan indignado por el Caso del Ejército que los Nuevos Agentes fueron invitados a debatir el Caso del Ejército. ante el Consejo General del Ejército.

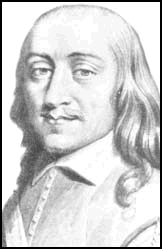
Coronel Thomas Rainsborough, el oficial de mayor rango que apoyó la propuesta de los niveladores por un hombre, un voto.

Los radicales querían una constitución basada en principio un hombre, un voto, parlamentos bienales y una reorganización de los distritos electorales parlamentarios . La autoridad recaería en la Cámara de los Comunes y no en el Rey y los Lores. Ciertos "derechos nativos" fueron declarados sacrosantos para todos los ingleses: libertad de conciencia, libertad de reclutamiento en las fuerzas armadas e igualdad ante (cuando se los juzga o se busca un juicio según) la ley.
Como Sir Thomas Fairfax no se encontraba bien y no podía estar presente, Cromwell presidió los debates. Se negó rotundamente a aceptar cualquier compromiso en el que el Rey fuera derrocado, mientras su yerno, Henry Ireton, insistía en que sus propios Los Encabezados de las Propuestas  cubrían todas las preocupaciones planteadas por los Nuevos Agentes en El caso del ejército . Los Nuevos Agentes aceptaron la reunión, enviando a Robert Everard (identificado el primer día de los Debates de Putney como 'Buff Coat') y a otro Nuevo Agente del Regimiento del Coronel Whalley identificado únicamente como 'Bedfordshire Man' (posiblemente era el soldado Matthew Weale). firmante del Caso del Ejército y del Acuerdo del Pueblo ). Otros miembros del ejército presentes fueron el coronel Thomas Rainsborough, un comandante exitoso en la Guerra Civil y recientemente diputado por Droitwich, su hermano, el mayor William Rainsborough, y los agitadores Edward Sexby y William Allen . Los Nuevos Agentes también trajeron a John Wildman y Maximillian Petty, dos asesores civiles que habían estado involucrados en asuntos del ejército desde al menos julio de 1647.
abiertos los debates se dejó a cargo de la transcripción al secretario William Clarke y un equipo de taquígrafos . Sin embargo, a partir del 2 de noviembre cesaron todas las grabaciones. Los debates no fueron informados y las actas de Clarke no se publicaron en ese momento. Estuvieron perdidos hasta 1890, cuando fueron redescubiertos en la biblioteca de Worcester College, Oxford, y posteriormente publicados como parte de los "Clarke Papers". 
La principal queja presentada por Cromwell e Ireton sobre el Acuerdo fue que incluía términos para el sufragio masculino casi universal, lo que Ireton consideraba anarquía. En cambio, sugirieron que el sufragio debería limitarse únicamente a los terratenientes. Los agitadores, por otro lado, sentían que merecían los derechos como pago por sus servicios durante la guerra. por parte Thomas Rainsborough el argumentó fue:
 

Porque realmente creo que el más pobre hombre que hay en Inglaterra tiene una vida que vivir, como el más grande; y, por lo tanto, en verdad, Señor., creo que está claro que todo Hombre que ha de vivir bajo un Gobierno debe primero por su propio Consentimiento ponerse bajo ese Gobierno; y creo que el hombre más pobre de Inglaterra no está en absoluto ligado en un sentido estricto a ese gobierno al que no ha tenido voz para someterse.
Putney Debates record book 1647, Worcester College, Oxford, MS 65.  Spelling and capitalisation as in the original manuscript.

a lo que contesta Ireton, representante de "los Grandes":
 

Ningún hombre tiene derecho a un interés o participación en la disposición de los asuntos del reino...que no tiene un intereses fijos permanente en este reino.  

## Conclusión
Los debates concluyeron con el entendimiento de que una versión modificada del Acuerdo, aprobada por un comité elegido principalmente entre las filas de los oficiales del Ejército, sería la base de cualquier acuerdo constitucional futuro y que sería presentado al propio Ejército en una reunión masiva. reunión.  Sin embargo, los Agitadores querían discutir el futuro del Rey, lo que llevó a los Grandes, temiendo una ruptura total de la disciplina en el Ejército, a proponer el 8 de noviembre que los Agitadores y Nuevos Agentes regresaran inmediatamente a sus regimientos para restablecer el orden, suspendiendo así las reuniones.  Esto se reforzó el 11 de noviembre cuando el rey Carlos escapó del palacio de Hampton Court, aparentemente temiendo (posiblemente por consejo de Oliver Cromwell) que los Grandes pudieran perder fácilmente el control de los elementos más radicales del ejército.   La huida del Rey puso fin a todo debate cuando el Nuevo Ejército Modelo se enfrentó a una amenaza más inmediata. El mismo día, el Consejo General redactó un nuevo manifiesto para ser presentado en la asamblea masiva que contenía, entre otras disposiciones, una cláusula en la que los miembros del ejército firmarían una declaración de lealtad a Lord Fairfax y al Consejo General (y por lo tanto, se produce una mayor agitación cuando se le ordena desistir de un delito de motín). 
La presentación en sí se dividió en una reunión masiva en tres reuniones más pequeñas. Los regimientos invitados a la primera reunión el 15 de noviembre estuvieron de acuerdo con el manifiesto, pero dos regimientos llegaron sin ser invitados y se opusieron, lo que provocó el motín de Corkbush Field . Fairfax y Cromwell reprimieron el motín y en las otras dos reuniones los otros regimientos aceptaron los términos del manifiesto. 
El 7 de diciembre de 1647, en una reunión en Windsor, el Consejo General elaboró una petición apolítica para presentar al Parlamento llamada Representación Humilde del Consejo General del Ejército (que solicitaba que el Parlamento pagara los atrasos de los soldados y asegurara la futura financiación del ejército), y un mes después, el 8 de enero de 1648, el Consejo General votó a favor de su disolución.  
La importancia simbólica de los debates puede haber influido, 36 años después, tras la Restauración de la monarquía, cuando el rey Carlos II eligió Putney Heath como lugar de un desfile de 6.000 soldados, en octubre de 1684.

## Otras lecturas
- La Hidra de la Revolución. Marineros, esclavos y campesinos en la historia oculta del Atlántico. Peter Linebaugh y Marcus Rediker. Crítica, Barcelona, 2005
- El mundo trastornado. El ideario popular extremista de la Revolución inglesa del siglo XVII, Christopher Hill
- THE LEVELLERS, Los debates de Putney. En las raíces de la democracia moderna,(2010) Capitan Swing
- Baker, P. R. S., «Putney debaters (act. 1647)»,  (en inglés), Oxford Dictionary of National Biography, (requiere suscripción).
- BBC staff (18 de abril de 2013), The Putney Debates, In Our Time, BBC Radio 4.
- Puritanism and liberty, Being the Army Debates (1647-9) from the Clarke Manuscripts, 1951. with Supplementary Documents, selected and edited with an introduction by A.S.P. Woodhouse and foreword by A.D. Lindsay reproduced at the Internet Archive
- Hunt, Tristram (26 de octubre de 2007), «A jewel of democracy», the Guardian.
- PDE staff (25 de abril de 2012), The Putney Debates Exhibition at the Church of St Mary the Virgin, Putney. Website devoted to the debates and details of new permanent exhibition to open on 360th anniversary in St Mary's Church
- Plant, David (13 de octubre de 2013), British Civil War: The Putney Debates, The British Civil Wars & Commonwealth website.

## enlaces externos
- Los debates de Putney 1647 Iglesia de Santa María Putney
- Putney debate sobre Archivado el 22 de diciembre de 2016 en Wayback Machine. la Biblioteca Británica

- Datos: Q3042349
- Multimedia: Putney Debates / Q3042349